# The Crazy World of Arthur Brown
I The Crazy World of Arthur Brown sono un gruppo di rock psichedelico britannico formatosi negli anni sessanta. Agli inizi della carriera ottennero un buon successo, ma riuscirono a pubblicare un solo album. Alcuni anni dopo il primo scioglimento, avvenuto nel 1970, sono uscite alcune raccolte contenenti brani inediti.

## Storia del gruppo
I "Crazy World" vennero fondati nel 1967 da Arthur Brown, figura tra le più interessanti del movimento psichedelico inglese e dello shock rock di quel tempo. Con la prima formazione, in cui figurano l'organista Vincent Crane ed il batterista Drachen Theaker, diventano subito abituali frequentatori di un noto locale londinese, l'UFO Club (nel quale si esibivano anche i Pink Floyd). Il batterista abbandona quasi subito e viene sostituito da Carl Palmer.
Pete Townshend, chitarrista degli Who, assiste ad una delle loro devastanti esibizioni e, colpito dalla particolarità del gruppo, procura loro un contratto discografico. Con un'immagine studiata a tavolino (corpse paint, capelli in fiamme, eccetera) Arthur Brown si appresta a scioccare il pubblico. Il loro primo singolo però, non ottiene successo. Ben diverso il discorso per il successivo Fire, che nel 1968 balza in testa alle classifiche inglesi, venderà oltre un milione di copie guadagnandosi un disco d'oro. Sull'onda del successo del singolo anche l'album The Crazy World Of Arthur Brown, che era uscito qualche tempo prima, vende bene.
Durante una tournée americana, forti contrasti interni portano allo scioglimento del gruppo. Palmer e Vincent andranno a formare gli Atomic Rooster, mentre Arthur Brown riapparirà negli anni settanta con i Kingdom Come.
La band si è riformata e disciolta più volte nei decenni successivi. Nel 2011 Brown ha ricostituito il gruppo con una nuova formazione, tenendo un concerto al festival Meltdown di Londra nel giugno dello stesso anno. Nel mese di ottobre 2011 il gruppo ha tenuto un mini-tour nel Regno Unito.

## Formazione

### Storica
- Arthur Brown - voce (1967-1970;2000-presente)
- Vincent Crane - tastiere (1967-1969)
- Nick Greenwood - basso (1967-1970)
- Drachen Theaker - batteria (1967-1968)

### Altri ex membri
- Carl Palmer - batteria (1968-1969)
- Jeff Cutler - tastiera (1968-1969)
- Pete Solley - tastiera (1969-1970)
- Jim Mortimore - bassista (2000-2013)
- Lucie Rejchrtova - tastiera
- Nina Gromniack - basso

## Discografia

### Album
- 1968 - The Crazy World of Arthur Brown
- 1988 - Strangelands
- 2000 - Tantric Lover
- 2003 - Vampire Suite
- 2007 - Voice Of Love
- 2013 - Zim Zam Zim
- 2019 - Gypsy Voodoo